# Archon (Aisne)
Archon ist eine französische Gemeinde mit 77 Einwohnern (Stand 1. Januar 2022) im Département Aisne in der Region Hauts-de-France (vor 2016 Picardie). Sie gehört zum Arrondissement Vervins, zum Kanton Vervins und zum Gemeindeverband Portes de la Thiérache.
Der Ortsname bedeutet: „Kleiner Brückenbogen“ oder „Brücke mit kleinen Bögen“.

## Geographie
Die Gemeinde Archon liegt in der Thiérache in den westlichsten Ausläufern der Ardennen in einem Seitental der Serre, 20 Kilometer südöstlich von Vervins. Umgeben ist Archon von den Nachbargemeinden Dohis im Nordosten, Parfondeval im Osten, Rozoy-sur-Serre im Südosten, Chéry-lès-Rozoy im Süden, Dolignon im Südwesten, Morgny-en-Thiérache im Westen sowie Cuiry-lès-Iviers im Nordwesten.

## Geschichte
Die Gemeinde wurde am 1. Januar 2017 durch Erlass der Präfektur aus dem Arrondissement Laon in das Arrondissement Vervins eingegliedert.

### Bevölkerungsentwicklung
| Jahr                       | 1962 | 1968 | 1975 | 1982 | 1990 | 1999 | 2011 | 2021 |
| Einwohner                  | 154  | 146  | 128  | 118  | 87   | 83   | 85   | 79   |
| Quellen: Cassini und INSEE |      |      |      |      |      |      |      |      |

## Sehenswürdigkeiten
- Wehrkirche Saint-Martin
- Schloss Ognies
- Wassermühle Ognies

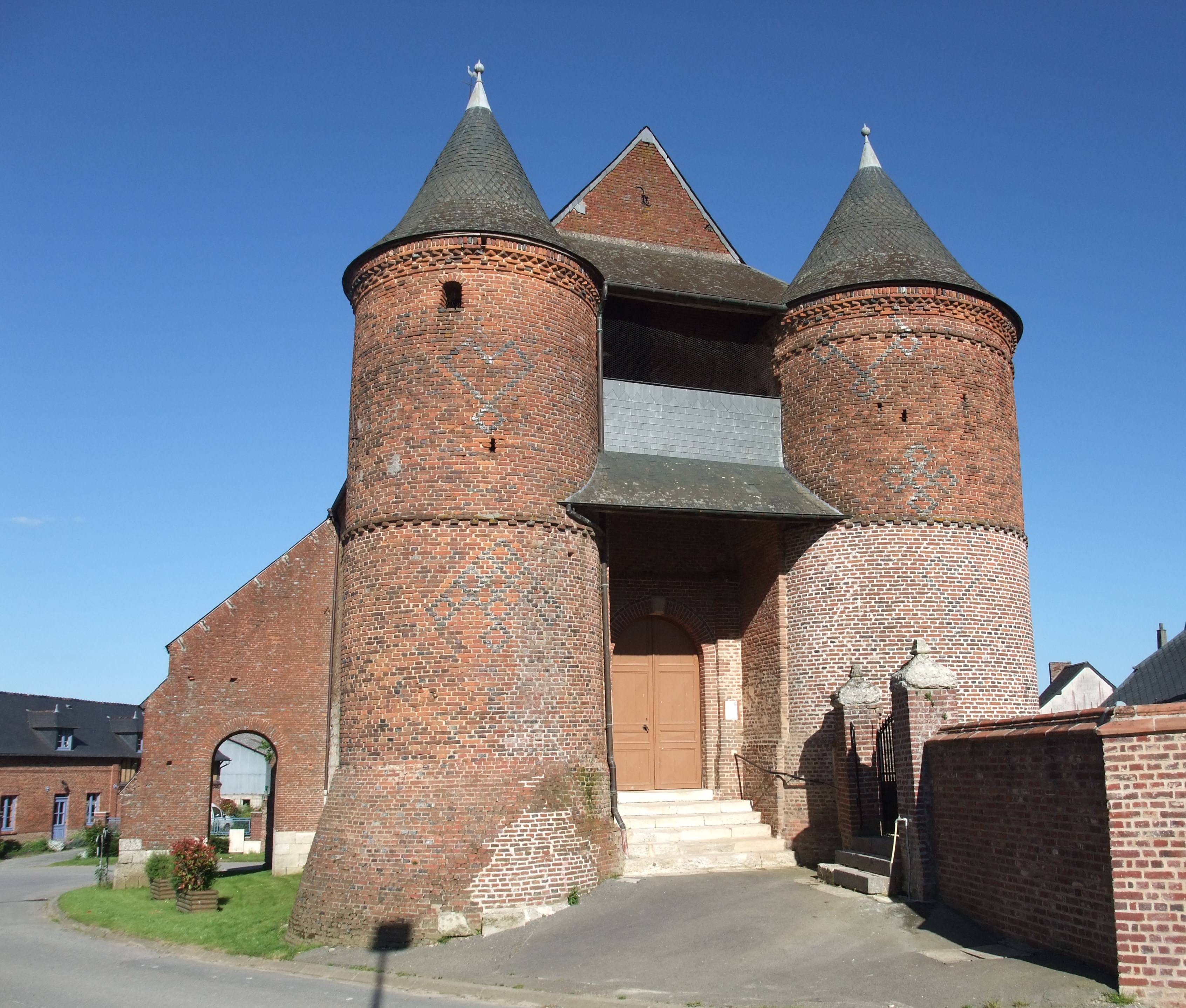
Wehrkirche
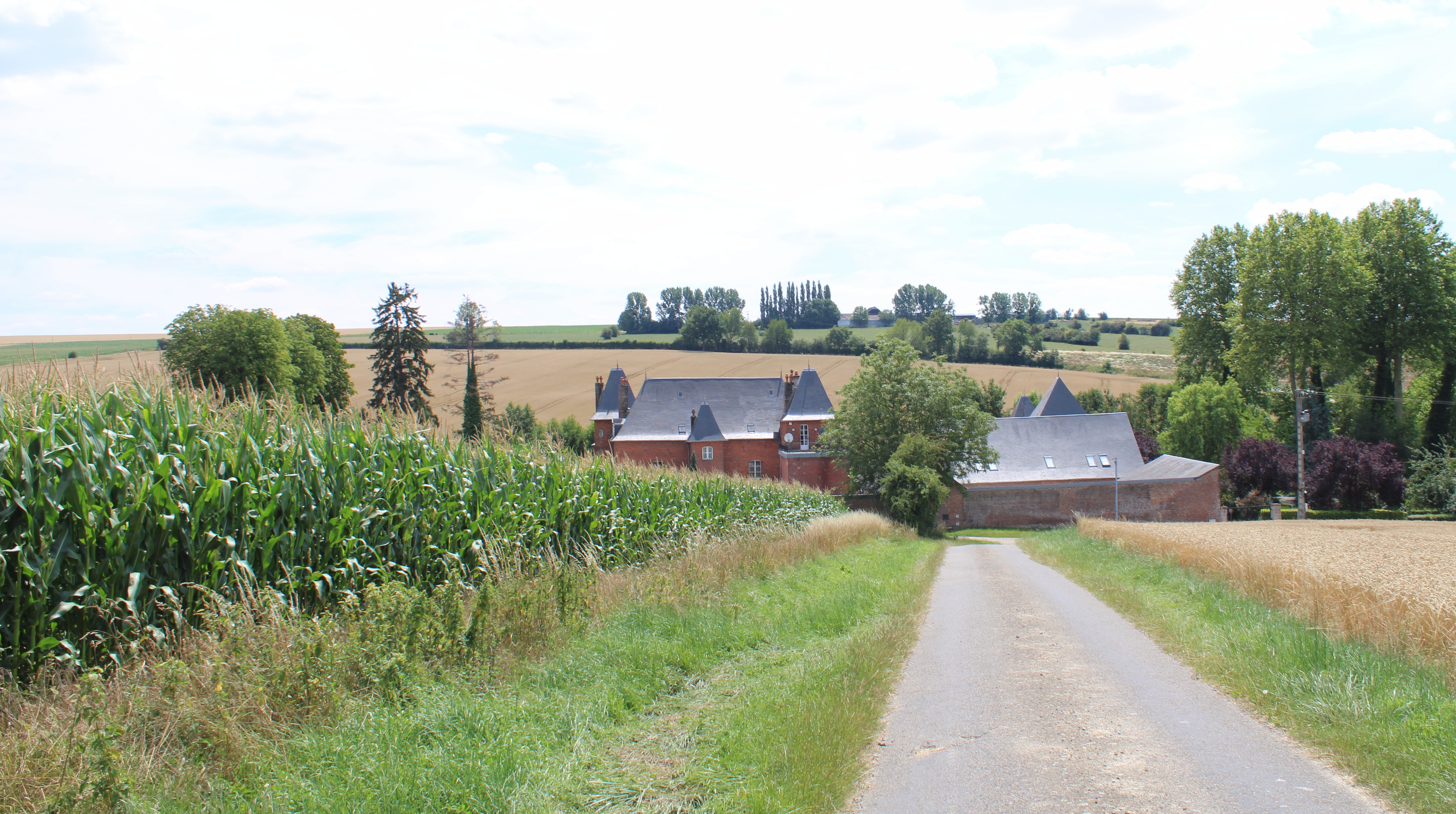
Schloss
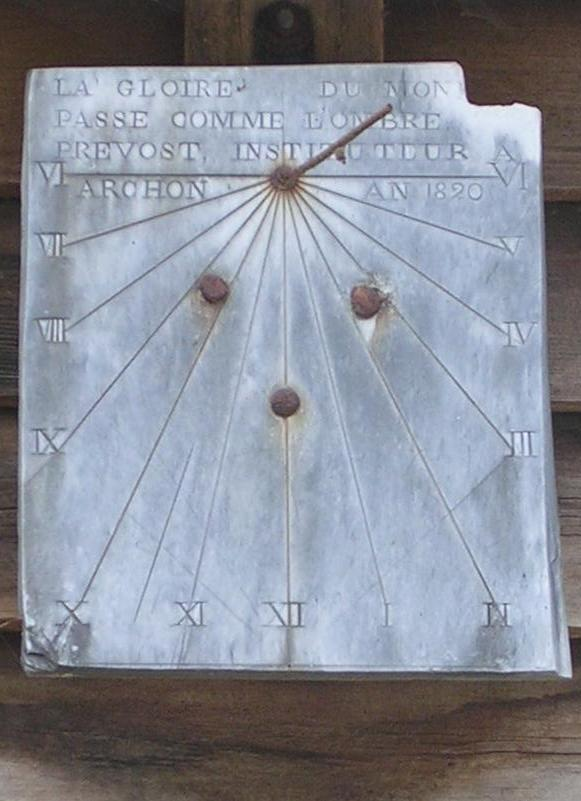
Sonnenuhr aus dem Jahr 1820